# Parlamento do Canadá
O Parlamento do Canadá (inglês Parliament of Canada; francês Parlement du Canada) constitui o Poder Legislativo do governo do Canadá, sediado na Parliament Hill, na capital do país, Ottawa, Ontário. De acordo com o Ato da América do Norte Britânica de 1867, o Parlamento do Canadá é composto pelo monarca do Canadá, o Senado e a Casa dos Comuns.
O monarca, como Chefe de Estado do país, é representado oficialmente pelo governador-geral. Este aprova os 104 membros do Senado, políticos indicados pelo primeiro-ministro do Canadá. Os 308 membros da Câmara dos Comuns são eleitos diretamente pela população do país, cada membro representando um dos 308 distritos eleitorais em que o país está dividido.
A Câmara dos Comuns, ou Câmara Inferior, é o ramo dominante do Parlamento do Canadá. Já o Senado, ou Câmara Superior, raramente se opõe às vontades da Câmara dos Comuns, e as tarefas do monarca e do Governador General são puramente cerimoniais e simbólicas. O primeiro-ministro e o Gabinete precisam ter o suporte da maioria dos membros da Câmara dos Comuns para permanecer em ofício, mas não da confiança do Senado ou do monarca.

## Estrutura
O Parlamento do Canadá está estruturado em três partes representativas: o Monarca, o Senado e a Câmara dos Comuns. Cada qual possui um papel distinto, mas cooperam entre si para o bem do processo legislativo. Este sistema legislativo é uma das mais claras heranças da política britânica, sendo uma mais mais evidentes cópias do modelo parlamentar conhecido como Sistema Westminster. No Canadá, porém, figuram a impermanente natureza da residência do monarca no país e a ausência de um pariato que forme a câmara alta. 
Somente os membros da Câmara dos Comuns são denominados Membros do Parlamento (MPs); o termo nunca é aplicável a senadores, apesar de que o Senado é uma das câmaras do parlamento. Ainda que possuem poderes mais restritos, os senadores estão à frente dos demais parlamentares na ordem de precedência canadense. 

### Monarca
O papel do soberano no poder legislativo, formalmente reconhecido como Queen-in-Parliament, é definido pelo Ato Constitucional de 1867 e várias outras convenções. O monarca e seu representante federal não tomam efeito sobre o processo legislativo do país, exceto ao endossar sua aprovação às leis aprovadas pelo Parlamento, o que se configura através do Consentimento Real. Todas as leis federais possuem em seu texto oficial a frase: "De então em diante, Sua Majestade, com e pela recomendação e consentimento do Senado e da Câmara dos Comuns do Canadá, declara a seguir..." Ao governador-geral cabe normalmente a incumbência de garantir o Consentimento Real, apesar de que o monarca pode concedê-lo independentemente.
Tradicionalmente, o monarca e seus representantes federais não têm acesso ao plenário da Câmara dos Comuns. Desta maneira, todas as cerimônias que requerem a participação de ambas as partes são realizadas no plenário do Senado. Contudo, ambas as casas possuem uma maça cerimonial que representa justamente a autoridade do monarca e o privilégio a este garantidos. A maça original do Senado foi utilizada nas sessões do Conselho Legislativo da Província do Canadá desde 1849, enquanto a que permanece na Câmara dos Comuns foi utilizada primeiramente em 1845 pela Assembleia Legislativa da Província do Canadá. Após o incêndio que devastou o Centre Block - sede da legislatura - em 3 de fevereiro de 1916, a Cidade de Londres doou uma maça cerimonial, utilizada até hoje. 
Membros de ambas as casas do parlamento devem expressar sua lealdade ao soberano e submissão à sua autoridade, uma vez que o Juramente de Aliança deve ser oficializado por todos os parlamentares na posse do cargo. Por outro lado, a oposição oficial é formalmente denominada Her Majesty's Loyal Opposition visando significar que, apesar de serem a oposição parlamentar, seus membros permanecem leais à Coroa. 

### Senado
O Senado é a câmara alta do Parlamento canadense, composto por 105 políticos nomeados pelo Governador-geral, sob conselho do primeiro-ministro. De acordo com a constituição, para tornar-se elegível para uma vaga no Senado, um indivíduo precisa de:
- Ter idade mínima de 30 anos;
- Ser um súdito do monarca britânico;
- Ter uma propriedade de valor superior a 4.000 dólares canadenses.

Os senadores são divididos em quatro regiões administrativas: 24 representam Ontário, 24 para Québec, 24 para as Províncias marítimas e 24 para o Oeste. Terra Nova e Labrador, que se tornou província em 1949, é representada por seis senadores, apesar de estes não estarem incluídos na anterior divisão regional.

### Câmara dos Comuns
A Câmara dos Comuns possui 308 membros eleitos diretamente pelo povo, que são conhecidos como Members of Parliament (Membros do Parlamento). Os MPs são eleitos para mandato de 5 anos, sendo que cada um deles é eleito por um dos distritos eleitorais.
A Câmara foi estabelecida em 1867 pelo Ato da América do Norte Britânica, sendo diretamente baseada na Câmara dos Comuns do Reino Unido.

## Galeria

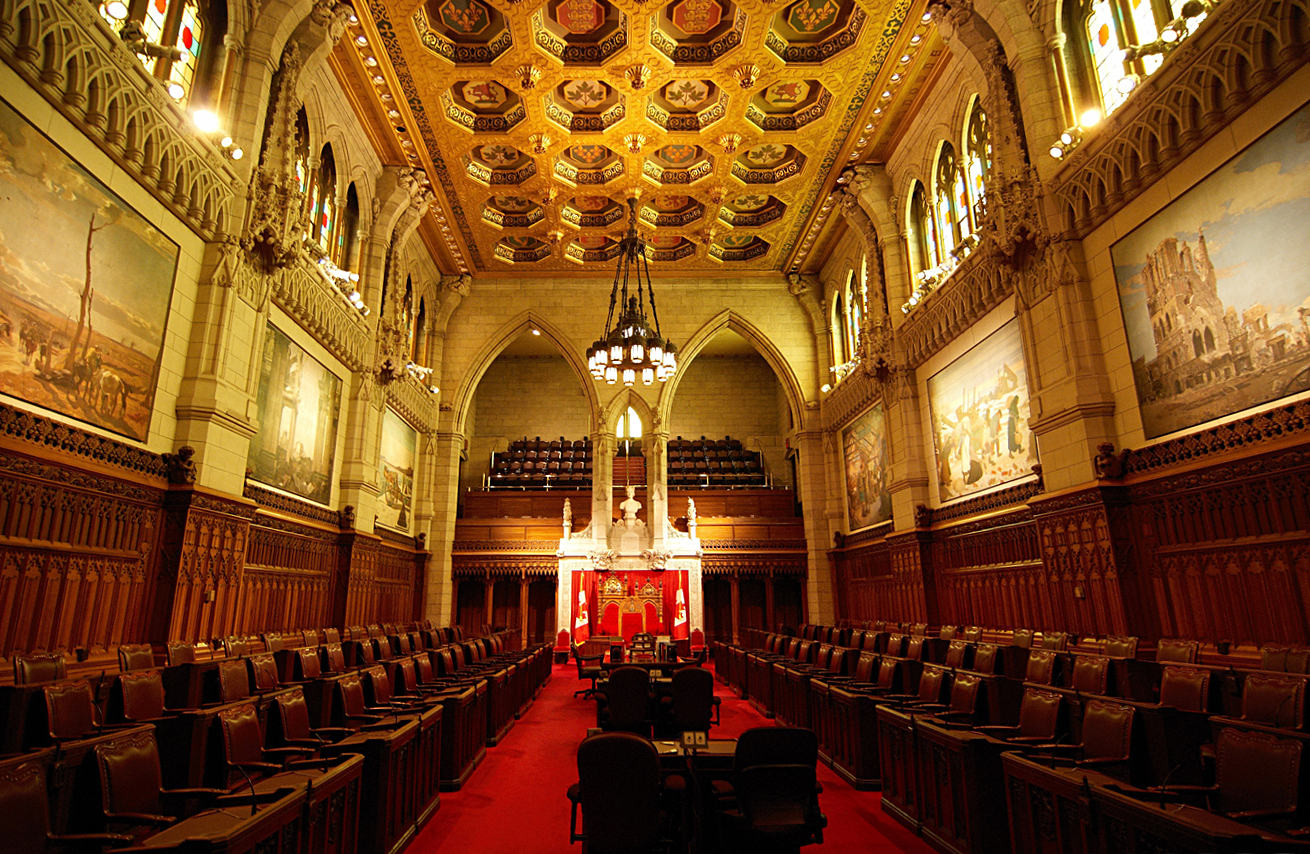
Senado do Canadá
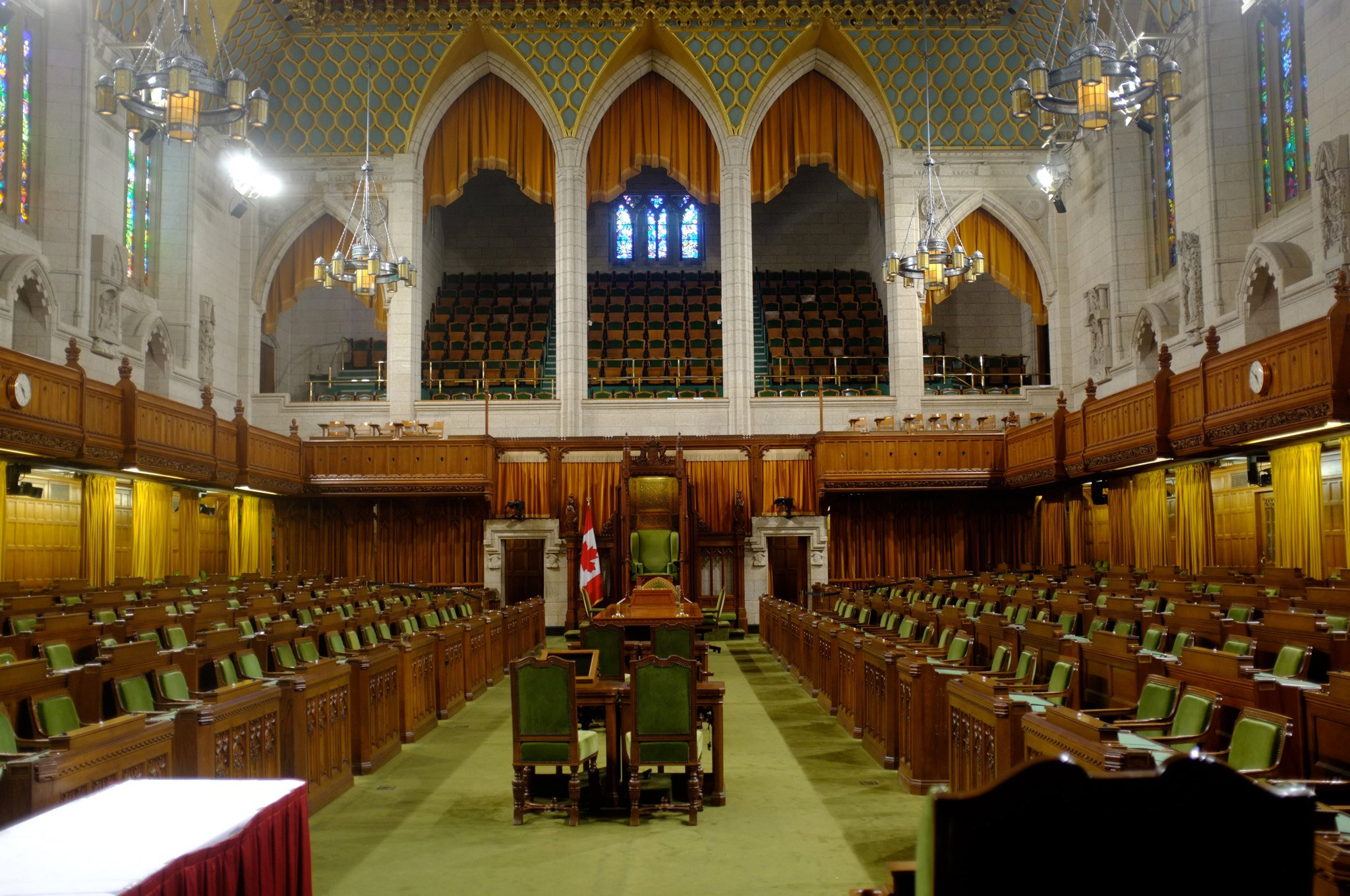
Câmara dos Comuns do Canadá